# Bukowina (Garb Tenczyński)
Bukowina – wzgórze (284 m) na Garbie Tenczyńskim, pomiędzy zabudowaniami miejscowości Szczyglice a Skałą Kmity nad przełomem rzeki Rudawa w województwie małopolskim. Na północnym zboczu położone są skałki wapienne m.in. ze Skałą Bonerówny.